# (34337) 2000 QR215
2000 QR215 (asteroide 34337) é um asteroide da cintura principal. Possui uma excentricidade de 0.10815480 e uma inclinação de 3.54809º.
Este asteroide foi descoberto no dia 31 de agosto de 2000 por LINEAR em Socorro.